# SCH-21
ゴルダ SCH-21とは1990年代初頭に国内の銃器不足を補うためジョージアのトビリシに存在する国家軍事科学技術センター"デルタ"にて開発されたAKMをベースとした9×19mm弾を使用する短機関銃である。

## 構成
SCH-21はAKMのデッドストックを再利用して開発されている。射撃モードはセミオートとフルオートを備えている。マガジンハウジングは9×19mm弾の細いマガジンに対応するよう大きさが変更されているが、マガジンリリースレバーは従来AKと同様でAK同様の前方に引っ掛けて保持するタイプになっている。グリップはAKMのままの木製のものが取り付けられている。
レシーバーカバーは9×19mm弾に対応するよう短縮されておりエジェクションポートの大きさも変化している。リアサイトはレシーバー後端まで下げられ、タンジェントサイトからより簡素なフリップアップサイトに変更されており、フロントサイトはフロントトラにオンにあたる位置に設置されている。
銃身は大幅に短縮されており、ハンドガードは廃止され銃身を覆うような木製のフォアグリップがレシーバー下部から伸びている。銃身は簡単に分解および交換ができ、銃口には専用のサプレッサーが装着できる。取り付け方法が不明だがレーザーサイトの取り付けが可能。

## 派生型

### SCH-21
基本モデル。AK-74同様の溝が入った木製の銃床が取り付けられている。

### SCH-21 SF
SCH-21の折りたたみ銃床モデル。MPi-KMS-72やmd. 90などに見られる右側に折りたためる金属製スケルトン銃床を取り付けている。